# Montagnac (Gard)
Montagnac es una población y comuna francesa, situada en la región de Languedoc-Rosellón, departamento de Gard, en el distrito de Nimes y cantón de Saint-Mamert-du-Gard.

## Demografía
| 82 | 72 | 76 | 89 | 99 | 136 |
| Para los censos de 1962 a 1999 la población legal corresponde a la población sin duplicidades (Fuente: INSEE [Consultar]) |    |    |    |    |     |